# Sekundærrute 511
De Sekundærrute 511 is een secundaire weg in Denemarken. De weg loopt van Sønder Borup via Hadsten en Harlev naar Stilling. De Sekundærrute 511 loopt door Midden-Jutland en is ongeveer 42 kilometer lang.